# Розинка
Розинка — річка в Україні, у Дубенському районі Рівненської області. Ліва притока Стубазки (басейн Дніпра).

## Опис
Довжина річки приблизно 2,8 км. Біля с. Костянець на річці влаштовано ставок.

## Розташування
Бере початок на північно-східній стороні від Листвина. Тече переважно на північний схід через Білоберіжжя і впадає у річку Стубазку, ліву притоку Горині.
Річку перетинає автошлях Т 1801